# Willy Vekemans
Willy Vekemans (Putte, provincia de Amberes, 28 de abril de 1945) fue un ciclista belga, que fue profesional entre 1967 y 1972. Durante su carrera profesional consiguió 14 victorias, entre las cuales destaca la Het Volk 1967 y la Gante-Wevelgem 1969.

## Palmarés
- 1967
  - 1º en la Het Volk
- 1968
  - Vencedor de una etapa de la Vuelta en Bélgica
  - 1º en Pamel
  - 1º en el Gran Premio del lado de Argòvia
- 1969
  - 1º en la Gante-Wevelgem
  - 1º en la Hoeilaart-Diest-Hoeilaart
  - 1º en la  Vuelta a Limburg
  - 1º en la Wezembeek-Oppem
  - 1º en la Panne
  - Vencedor de una etapa de la Vuelta en Bélgica
- 1970
  - 1º en Kortrijk
  - 1º en Noorderwijk
  - 1º en la Omloop van de Westkust-De Panne
  - Vencedor de una etapa en la Tirreno-Adriático

### Resultados a la Vuelta en España
- 1968. Abandona

### Resultados al Giro de Italia
- 1970. Abandona